# Стенятин (Шептицький район)
Стеня́тин — село в Україні, у Сокальській міській територіальній громаді Шептицького району Львівської області. Населення становить 1567 осіб (2001).

## Історія
Стенятин вперше згадується в письмових джерелах 1449. Наприкінці літа 1920 року на нетривалий час був окупований частинами Червоної Армії, в той час тут діяв ревком.

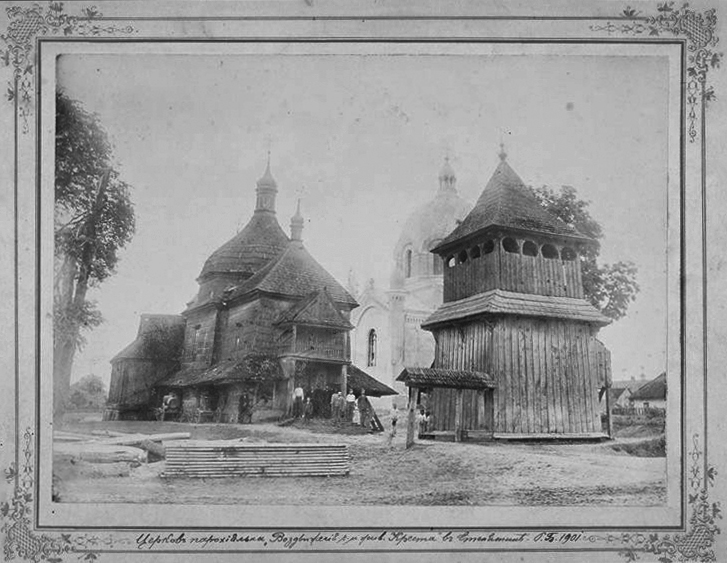
Стара дерев'яна та нова мурована церква Воздвиження Чесного Хреста (фото 1901 р.)

У період окупації Польщею Стенятин 1 січня 1926 р. з гміни (самоврядної громади) Стенятин Сокальського повіту вилучено оселі на розпарцельованій (розділеній) частині фільварку Розалівка і нерозпарцельовану частину та утворену з них самоврядну гміну Станіславівка.
1 серпня 1934 р. було здійснено новий поділ. Стенятин увійшов до гміни Скоморохи.
У 1939 році в селі Стенятин проживало 2240 мешканців (1990 українців-грекокатоликів, 60 українців-римокатоликів, 90 поляків, 80 євреїв і 20 чехів).
У 1943—1944 р. польська колонія стала гніздом для польської боївки АК Боївку 9.04.1944 вибили відділи УПА «Галайда» і «Тигри» ВО-2 «Буг».

## Пам'ятники

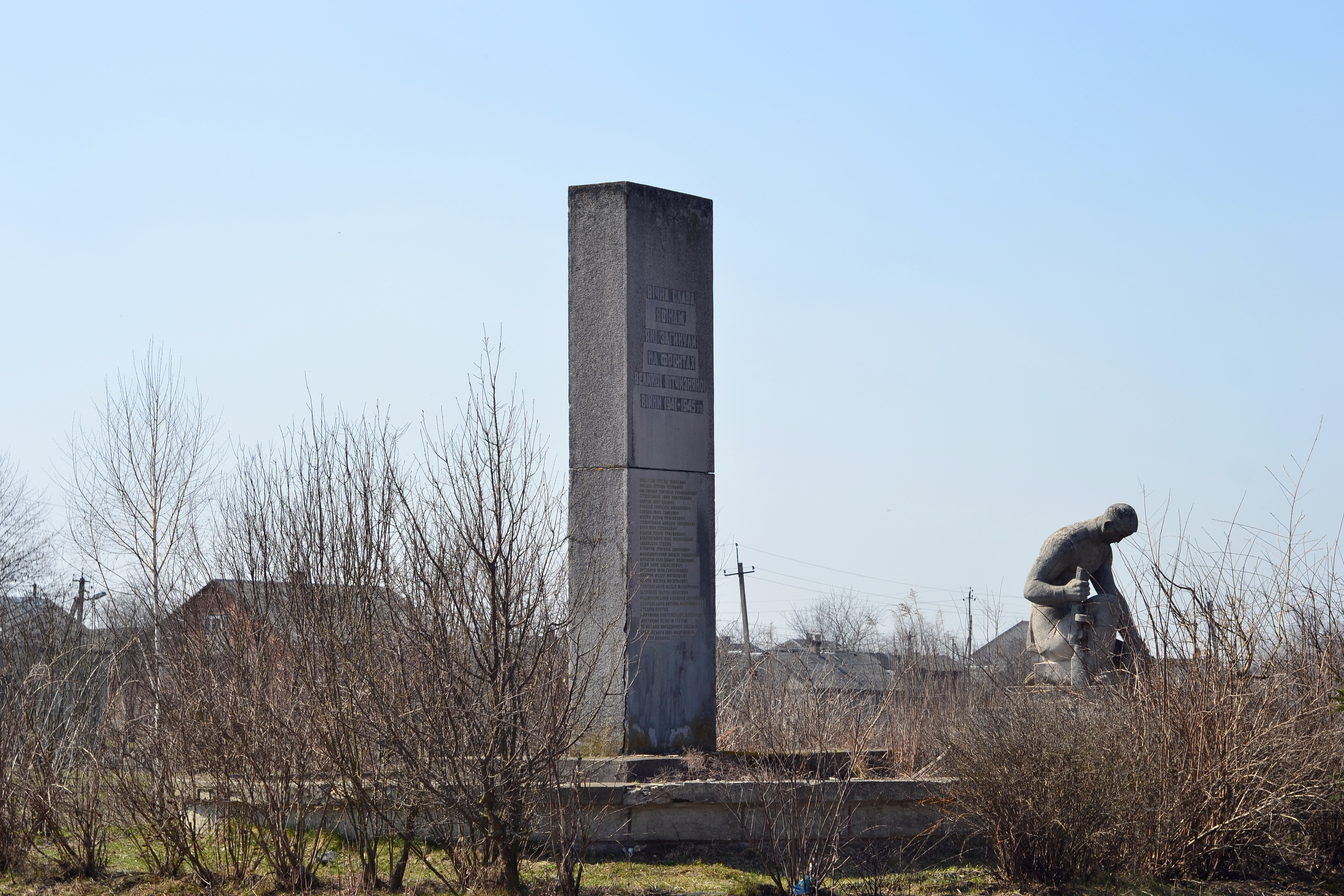
Братська могила радянських воїнів

1968 встановлено пам'ятник Леніну. На честь односельців, полеглих на фронтах війни, того ж року встановлено монумент Слави та пам'ятник воїнам-визволителям, які загинули в боях за село (скульптор Іван Самотос).

## Відомі люди
- Яюс Йосип — греко-католицький священик;